# 格拉门廷
格拉门廷（德語：Grammentin）是德国梅克伦堡-前波美拉尼亚州的市镇，隶属于梅克伦堡湖区县。总面积为17.19平方千米，截至2023年12月31日总人口为237人。